# Rip Roarin' Roberts
Pour plus de détails, voir Fiche technique et Distribution.
Rip Roarin' Roberts est un film américain réalisé par Richard Thorpe, sorti en 1924.

## Synopsis
Dans l'espoir de toucher la récompense de 1 000 dollars pour la capture du célèbre hors-la-loi "le Faucon", Buddy Roberts se fait nommer adjoint au shérif de la petite ville de Sleepy Hollow. Buddy se bat avec Red Turner, le bras droit du Faucon, car ce dernier s'en était pris à Estelle Morgan, la petite amie de Buddy. Il le suit lorsqu'il retourne au campement des bandits, mais il est capturé. Il arrive à s'échapper et à se cacher chez Estelle. Le Faucon sera finalement tué en duel par Buddy, et ce dernier et Estelle pourront alors se marier.

## Fiche technique
- Titre original : Rip Roarin' Roberts
- Réalisation : Richard Thorpe
- Scénario : Betty Burbridge, d'après la nouvelle A Man of Action de Robert J. Horton
- Production : Lester F. Scott Jr.
- Société de production : Approved Pictures
- Société de distribution : Weiss Brothers Artclass Pictures
- Pays de production :  États-Unis
- Langue originale : anglais
- Format : noir et blanc — 35 mm — 1,37:1 — film muet
- Genre : Western
- Durée : 5 bobines - 1 420 m
- Date de sortie :
  - États-Unis : 15 novembre 1924

## Distribution
- Buddy Roosevelt : Buddy Roberts
- Brenda Lane : Estelle Morgan
- Joe Rickson : Andrews, alias le Faucon
- Al Richmond : "Red" Turner
- John Webb Dillon : Sam Morgan
- Bert Lindley : "Poker" Dick
- Lew Bennett : le shérif